# Reuben Wilson
Reuben Wilson (Mounds (Oklahoma), 9 april 1935 – Harlem (New York), 26 mei 2023) was een jazz-organist. Hij speelde souljazz en acid jazz.

## Vroege jaren
Wilson's gezin verhuisde naar Pasadena toen hij vijf was.
Hij begon hier als autodidact op de piano. Rond zijn zeventiende verhuisde hij naar Los Angeles, waar hij een nachtclubzangeres (Faye Emma Smith Wilson) huwde. In die tijd stapte hij over op het orgel.

## Blue Note
In 1966 vertrok hij naar New York en speelde daar een half jaar met een trio, The Wildare Express. Hij kreeg een platencontract met het beroemde label Blue Note, dat al samenwerkte met verschillende andere souljazz-organisten, en nam voor deze firma in de jaren 1968-1971 vijf albums op. Deze platen vielen indertijd niet zo op, maar kregen een tweede leven tijdens de revival-jaren van de souljazz en acid jazz. Op het album 'Love Bug' (1969) spelen Lee Morgan en Grant Green mee.

## Jaren zeventig en later
In de jaren zeventig volgden nog verschillende platen, waaronder drie voor het label Groove Merchant, maar zijn loopbaan swingde niet meer zo. Hij was actief als sessiemuzikant voor jazz-, funk- en rockmusici, maar beleefde eind jaren tachtig een comeback dankzij de populariteit van acid jazz. Artiesten ontdekten zijn oude platen en gingen zijn muziek samplen. Zo kreeg zijn muziek een nieuw leven, dankzij artiesten als A Tribe Called Quest, Us3 en The Brand New Heavies.
Hij toerde in 1995 met Guru's Jazzmatazz, richtte een nieuwe groep op en kwam in de jaren erna regelmatig met een plaat.

## Persoonlijk leven
Wilson trouwde twee keer en heeft twee kinderen, Roderick Reuben Wilson (een professionele drummer, 1957) en Reuben Reuel Wilson (1996). Hij woonde in New York. De laatste jaren had hij dementie en overleed in Harlem op 88-jarige leeftijd.

## Discografie

### Als leider
- On Broadway (Blue Note, 1968)
- Love Bug (Blue Note, 1969)
- Blue Mode (Blue Note, 1969)
- A Groovy Situation (Blue Note, 1970)
- Set Us Free (Blue Note, 1971)
- The Sweet Life (Groove Merchant, 1972)
- The Cisco Kid (Groove Merchant, 1974)
- Got To Get Your Own (Cadet Records, 1975)
- Live at Sob's (Jazzateria, 1996)
- Down with it (Cannonball Records, 1998)
- Organ Donor (Jazzateria, 1998)
- Organ Blues (Jazzateria, 2002) (Bernard Purdie/Reuben Wilson/Grant Green, Jr.)
- Boogaloo to the Beastie Boys (Scufflin Records, 2004)
- Fun House (Savant, 2005)
- Movin' On (Savant, 2006)
- Azure Te (Jewl) (18th & Vine, 2009)

### Als 'sideman'
- New York Funkies - Hip Hop Bop met Stanley Turrentine (Meldac, 1995)
- Grant Green, Jr. - Jungle Strut (Venus, 1997)
- Grant Green, Jr. - Introducing (Jazzateria, 2001)
- Masters of Groove - Meet Dr. No (Jazzateria, 2001) (Bernard Purdie/Reuben Wilson/Grant Green, Jr.)
- Melvin Sparks - What You Hear Is What You Get (Nectar, 2001)
- Masters of Groove - Meet DJ-9 (Jazzateria, 2006) (Bernard Purdie/Reuben Wilson/Grant Green, Jr.)
- The Godfathers of Groove (18th & Vine, 2007) (Bernard Purdie/Reuben Wilson/Grant Green, Jr.)
- The Godfathers of Groove - 3 (18th & Vine, 2009) (Bernard Purdie/Reuben Wilson/Grant Green, Jr.)

### Compilaties
- Bad Stuff (Groove Merchant, 1975) (Groove Giants: Dubbelalbum - The Sweet Life + The Cisco Kid heruitgegeven)
- Blue Breakbeats (Blue Note, 1998) (compilatie van Wilson's meest funky tracks van zijn vijf Blue Note-albums)
- Groove Grease: The Sweet Life/The Cisco Kid - The Groove Merchant Years (Connoisseur Collection, 2000) (The Sweet Life + The Cisco Kid opnieuw uitgegeven)